# Gárdonyi járás
A Gárdonyi járás Fejér vármegyéhez tartozó járás Magyarországon, amely 2013-ban jött létre. Székhelye Gárdony. Területe 306,79 km², népessége 29 854 fő, népsűrűsége 97 fő/km² volt a 2012. évi adatok szerint. Két város (Gárdony és Velence) és 8 község tartozik hozzá.
A Gárdonyi járás a 2013-ban újonnan létrehozott járások közé tartozik, a járások 1983-as megszüntetése előtt nem létezett.

## Települései
| Település     | Rang (2013. július 15.) | Kistérség (2013. január 1.) | Népesség (2012. január 1.) | Terület (km²) |
| ------------- | ----------------------- | --------------------------- | -------------------------- | ------------- |
| Gárdony       | járásszékhely város     | Gárdonyi                    | 9 927                      | 63,5          |
| Velence       | város                   | Gárdonyi                    | 5 359                      | 33,37         |
| Kápolnásnyék  | község                  | Gárdonyi                    | 3 610                      | 41,5          |
| Nadap         | község                  | Gárdonyi                    | 540                        | 6,93          |
| Pákozd        | község                  | Gárdonyi                    | 3 199                      | 43,3          |
| Pázmánd       | község                  | Gárdonyi                    | 2 029                      | 27,14         |
| Sukoró        | község                  | Gárdonyi                    | 1 295                      | 16,27         |
| Szabadegyháza | község                  | Adonyi                      | 2 168                      | 41,64         |
| Vereb         | község                  | Gárdonyi                    | 786                        | 22,32         |
| Zichyújfalu   | község                  | Gárdonyi                    | 941                        | 10,82         |

## Fekvése
A Gárdonyi járás Fejér vármegyében, Székesfehérvártól keletre található. Északon a Velencei-hegység határolja, központi részén, a hegységtől délre pedig a 26 km² területű Velencei-tó található. A délebbre található települések (Zichyújfalu és Szabadegyháza) a Mezőföld fejlett agrár jellegű települései közé tartoznak.

## Közlekedés
A Gárdonyi járás két legfontosabb közúti közlekedési útvonala az M7-es autópálya, valamint a 7-es főút, mely utóbbit sokszor csak Balatoni útként emlegetik. A fontosabb közutak közé tartozik még a Pusztaszabolcsra vezető 6207-es és a Zichyújfalu felé vezető 6712-es út.
A járást három vasútvonal érinti: a 30a számú Budapest–Székesfehérvár(–Nagykanizsa) vasútvonal, a 40-es számú (Budapest–)Pusztaszabolcs–Dombóvár–Pécs vasútvonal valamint a 44-es Pusztaszabolcs–Zichyújfalu–Székesfehérvár vasútvonal.
A 30 számú vasútvonal állomásai és megállóhelyei a járásban: Kápolnásnyék, Velence, Velencefürdő, Gárdony, Agárd, Dinnyés.
A 40-es számú vasútvonal állomása a járásban: Szabadegyháza.
A 44-es számú vasútvonal állomása a járásban: Zichyújfalu.

## Története
A Gárdonyi járás a 2013-ban teljesen újonnan létrehozott járások közé tartozik, Gárdony korábban soha nem töltött be járásszékhely szerepkört, viszont kistérségi központ volt 1994-től.
Valamelyest a járás előzményének tekinthető azonban, hogy Gárdony a tanácsrendszerben rövid ideig központi szerepkört töltött be 1984 és 1990 között, amikor először városi jogú nagyközségként, majd 1989-től városként nagyközségkörnyék- illetve városkörnyékközpont volt. Akkori közigazgatási vonzáskörzete nagyobb volt a mai járásnál.